# ろうそく

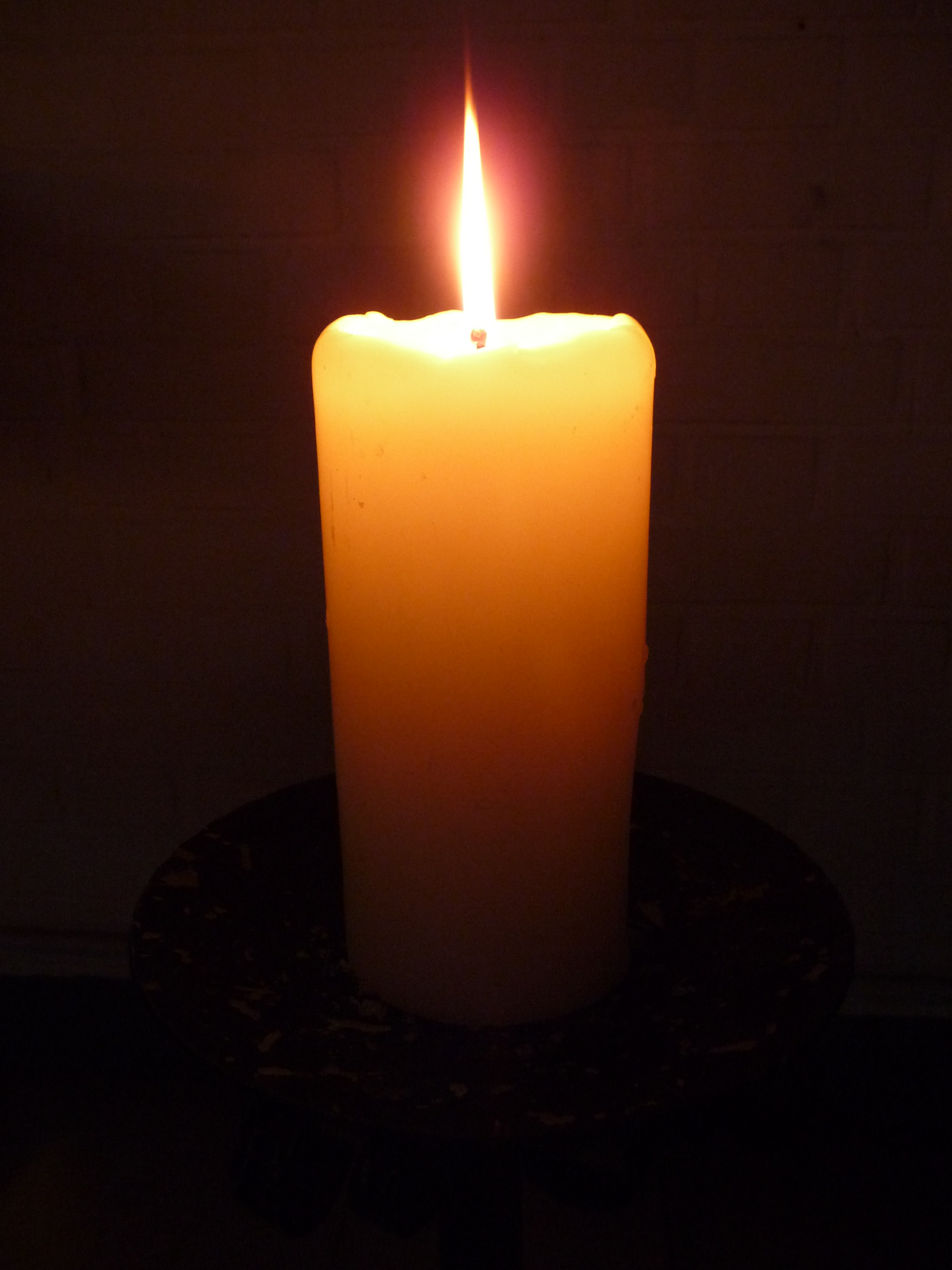
火を点したロウソク

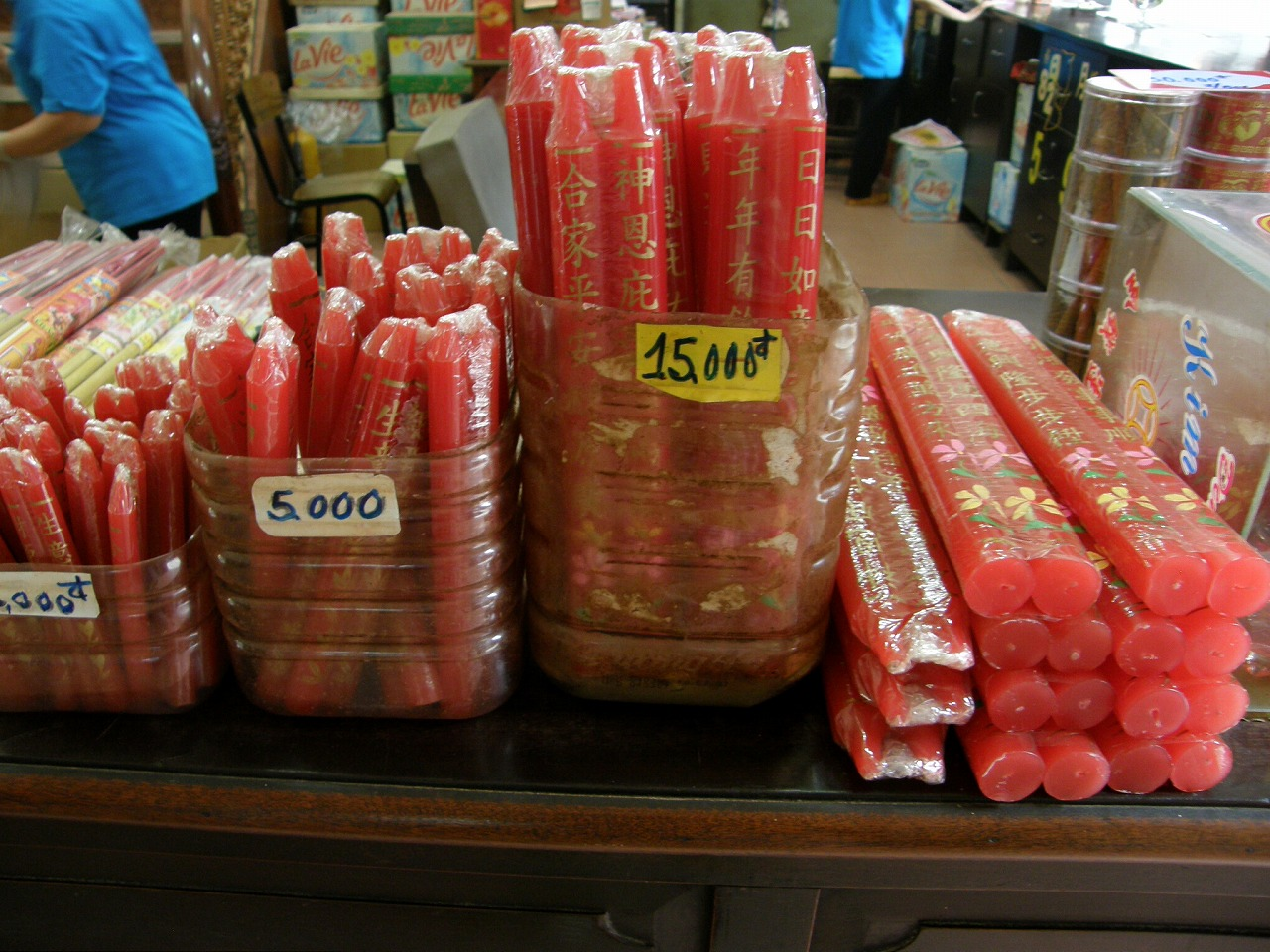
中華風ロウソク（ギアアンホイクアン寺売店）

ろうそく（漢字表記：蝋燭あるいは蠟燭、英語: candle キャンドル）は、綿糸などの糸あるいはイグサ（灯芯草）を芯にして、その周囲に円柱状に蝋（ろう）を固めて成型した灯火用具。ロウソク、ローソクとも。

## 原理
ロウソクの先端にある芯に火をともすと、炎の熱で周囲の蝋が融解して溜まり、液体の蝋が芯を伝わって吸い上げられる。芯に吸い上げられた蝋が炎の周りで空気を取り込み、高温ガスとなって燃焼する一連のサイクルが継続することで燃え続けることができる。
ろうそくの原理に関する代表的な著作にマイケル・ファラデー著の『ロウソクの科学』がある。

## 歴史

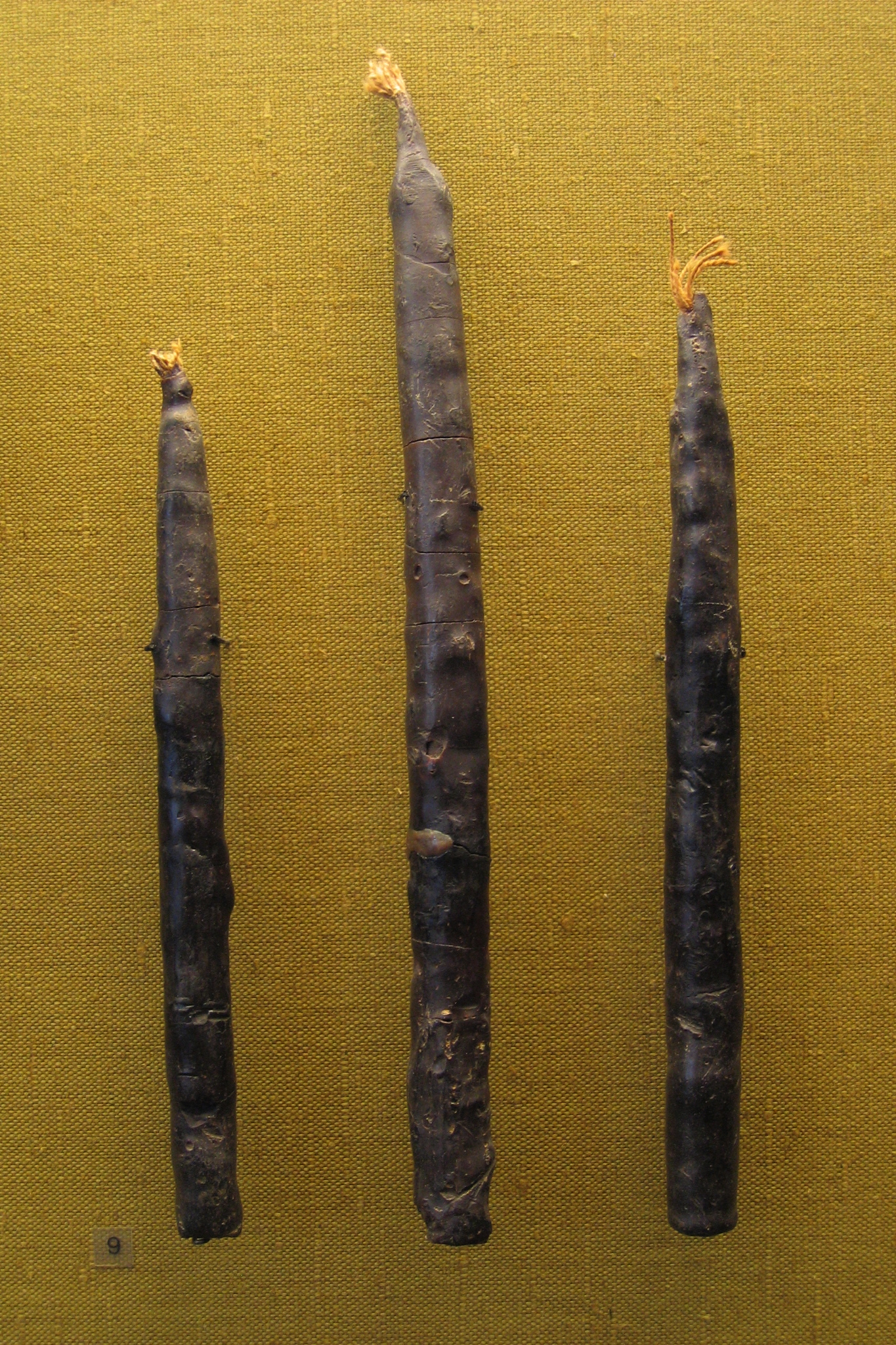
ドイツ南西部、オーバーフラハト墓地遺蹟（6世紀ごろ）から発掘された蜜蝋のろうそく

### 原料の変遷
最も原始的な形のろうそくは蜜蝋（ミツバチが巣を作るために腹部から分泌する蝋）を使った「蜜ろうそく」で、紀元前3世紀頃には西洋や中国で製造されていたといわれている。
古代エジプトではミイラ作成などで古くから蜜蝋が使われており、2300年前のツタンカーメンの王墓からは燭台が発見されていることから、ろうそくが古くより使われていたと見られている。紀元前3世紀のエトルリア（現在のイタリアの一部）の遺蹟から燭台の絵が出土し、この時代にろうそくがあったことは確かだとされる。この時代の中国の遺蹟でも燭台が出土している。
ヨーロッパにおいては、ガス灯の登場する19世紀まで、室内の主な照明として用いられた。キリスト教の典礼で必ず使われるため、修道院などでミツバチを飼い、巣板から蜜ろうそくを生産することが行われた。釣燭台（シャンデリア）は本来ろうそくを光源とするものであり、従僕が長い棒の先に灯りをつけ、ろうそくにそれぞれ点火した。蜜ろうそくの他には獣脂を原料とするろうそくが生産された。マッコウクジラの脳油を原料とするものが特に高級品とされ、19世紀にはアメリカ合衆国を中心に盛んに捕鯨が行われた。

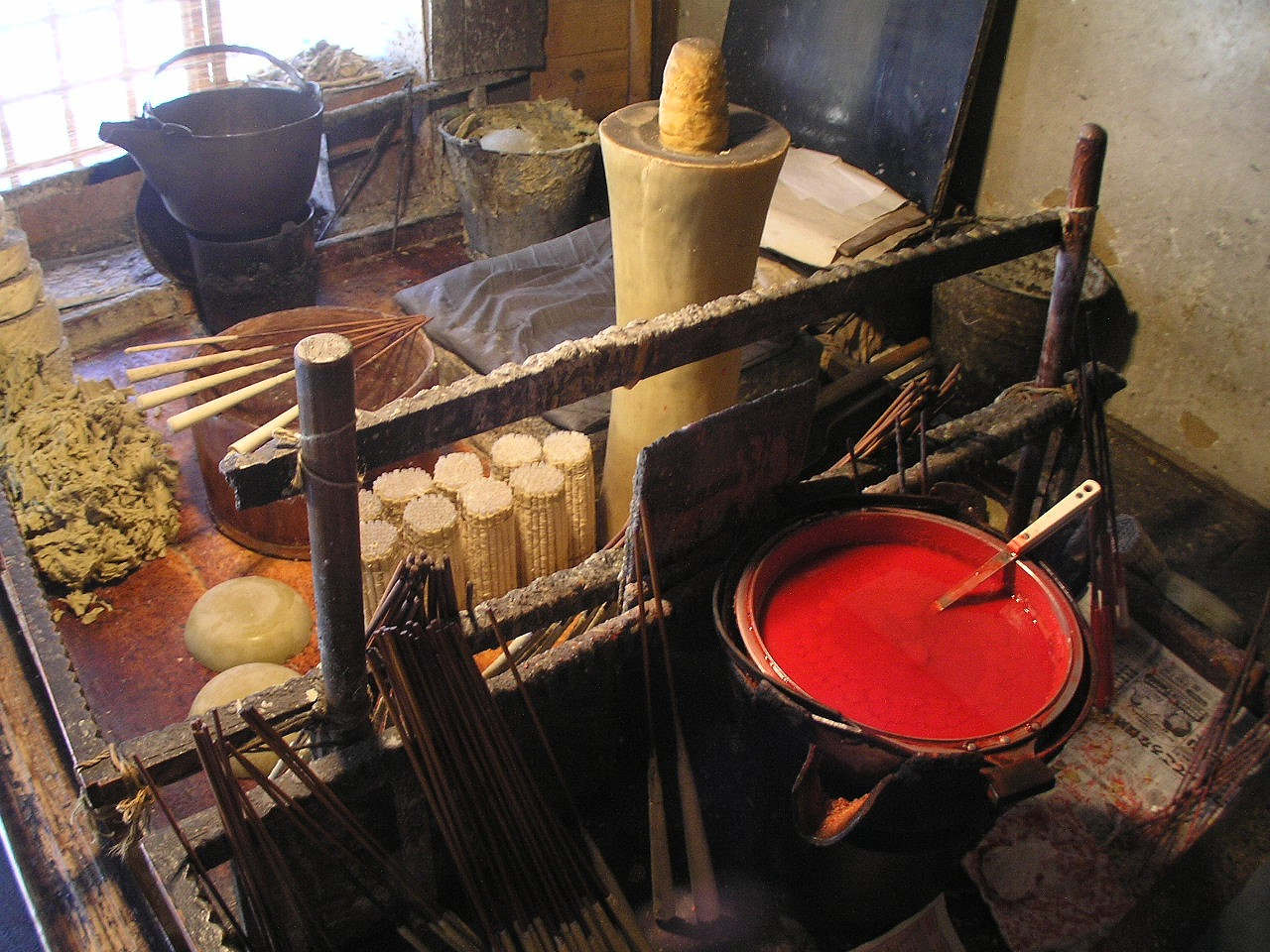
和蝋燭の製造元

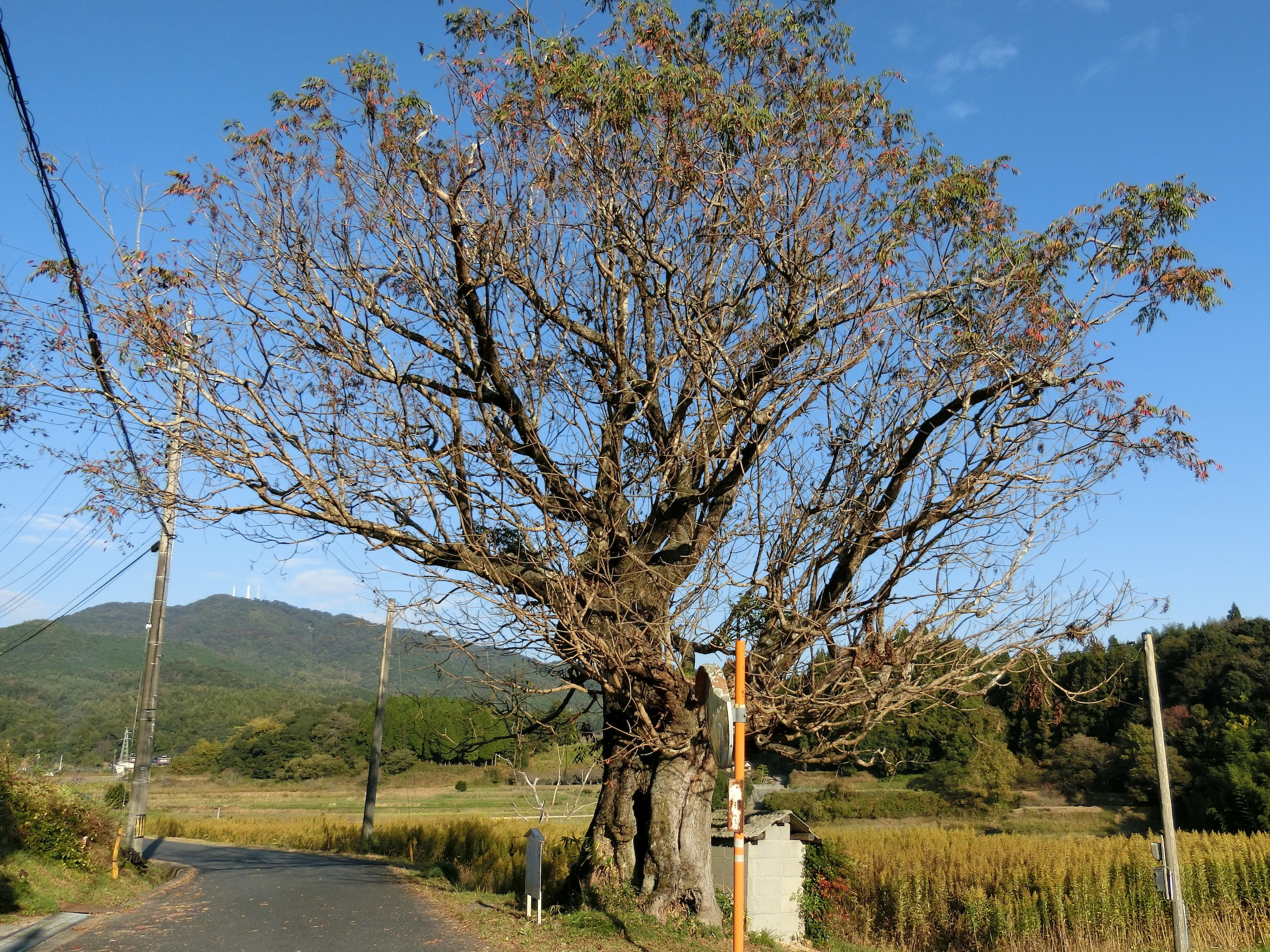
江戸時代に蝋を採集したハゼノキ（山口県指定天然記念物）

日本でろうそくが最初に登場したのは奈良時代で、仏教とともに伝来した中国からの輸入品の蜜ろうそくと考えられている。平安時代になり遣唐使が廃止されたため蜜ろうそくに代わって松脂ろうそくの製造が始まったともいわれている。10世紀中頃の『和名類聚抄』巻十二の記述には、「唐式云少府監毎年供蠟燭七十挺」と説明・記述されている。その後、室町時代には日本でも本格的なロウソクが作られたが、宮廷や一部の寺院などでしか使うことができない貴重品だった。その後、ハゼノキや漆の実を原料にした「和ろうそく」が作られるようになった。江戸時代中期には各地でハゼノキの栽培が奨励され和ろうそくの生産は増えたが、庶民にとっては高価な照明であり日常生活ではあまり使用されなかった（行灯等も参照）。明治時代になり西洋ろうそくの輸入や国産化が始まり、昭和初期まで数百の和ろうそくの業者があったが次第に専門業者は減っていった。

### 量産化
産業革命、石油化学工業の発達により18世紀後半以降、石油パラフィンからろうそくが作られるようになり、工業的大量生産が可能になった。厳密には蝋ではないが、「ろうそく」として最も普及している。
一方、ろうそくに代わる新しい照明として石油ランプやガス灯も用いられるようになった。さらに1840年代には白熱電球の研究が行われており、1870年代には実用的な白熱電球が発明された。

## 分類

### 糸芯ろうそくの分類
糸芯ろうそくは原料によって次のような種類がある。
- ワックスろうそく（動物、植物、鉱物などの油脂を使用）[2]
- ステアリンろうそく（動物や植物の脂肪酸を使用）[2]
- パラフィンろうそく（石油化合物を使用）[2]
- 鯨油ろうそく（鯨油を使用）[2]
- 蜜蝋ろうそく（ミツバチの巣の蜜蝋を使用）[2]
- 和ろうそく（芯は和紙でハゼノキやウルシの果実を使用）[2]

### 洋ろうそくと和ろうそく
原料と成型方法に大きな違いがあることから「洋ろうそく」と「和ろうそく」に大別されることがある。
洋ろうそくは古代エジプトなどで使われていた蜜蝋を原料にしたもので、その後、鯨油や魚油などの動物性油脂を原料とし、さらに現代では綿糸を芯にして重油を精製したパラフィンなどの原料を型に流し込んで成形したものをいう。
和ろうそくは灯芯（イグサ科の植物からとる灯芯）と和紙を芯にして、ハゼノキからとる木蝋を原料に塗り重ねて作られる植物性のものをいう。
日本には元々和ろうそくしかなかったが、1900年（明治33年）、英国サミュエル商会（後のシェル）の日本法人より石油部門を独立させたライジングサン石油（後の昭和シェル石油）が設立され、高級洋ローソクの代名詞となる「錨印蠟燭」を発売。1915年、ライジングサン石油は高島油槽所内に、1日1万ダース以上の洋ローソク供給能力を持つ中央製蝋所を設け、洋ローソクの販売体制を強化した。また、ライジングサンより技術指導を受けた「洋ローソク協力工場」も日本各地に設立され、協力工場には「錨印」の使用が許可された。「赤玉錨」「セミ錨」「花錨」「亀錨」など、ライジングサン石油の協力工場を出自とする洋ろうそくメーカーは現在もこの「錨印」を引き継いでいる。

## 構造
基本的に芯の周囲に円柱状に蝋を固めている。芯は縒ってあり、上端に一部が露出している。形状では以下のような種類がある。
テーパーキャンドル
最も一般的な細長い形状のろうそく。基本的に先細りとなっているが、根元から先端まで同じ太さのストレートキャンドルや、螺旋状のスパイラルキャンドルもある。
ティーライトキャンドル
ガラス製や陶製の器に入った小型のろうそく。カップキャンドルのうちアルミ製のカップに入ったものをティーライトキャンドルと説明するものもある。
ラウンドキャンドル（ピラーキャンドル）
アウトドアや非常用としても用いられる太さのある円柱状のろうそく。
このほか宗教儀式などで用いられる小型で円柱形のボーティブ・キャンドル、ろうが垂れにくい球形のボールキャンドル、角型のキューブ・スクエアキャンドル、ハートや星など形をモチーフしたモチーフキャンドル、水に浮かべるタイプのフローティングキャンドルなどもある。
色は様々で、白、赤、緑、青 等々で、さらに表面に着色されていたり、何らかの絵が描かれていたりするろうそくもある。桜、蓮の花などを描いた「絵ろうそく」は福島県会津地方、山形県庄内地方、新潟県などの伝統工芸品である。

## 灯火

ロウソクの炎

### 炎の特徴
ろうそくを灯したときの炎の形はろうそくの大きさと空気の状態により異なる。ろうそくの炎は下の部分ほど暗くなっている。

### 使用方法

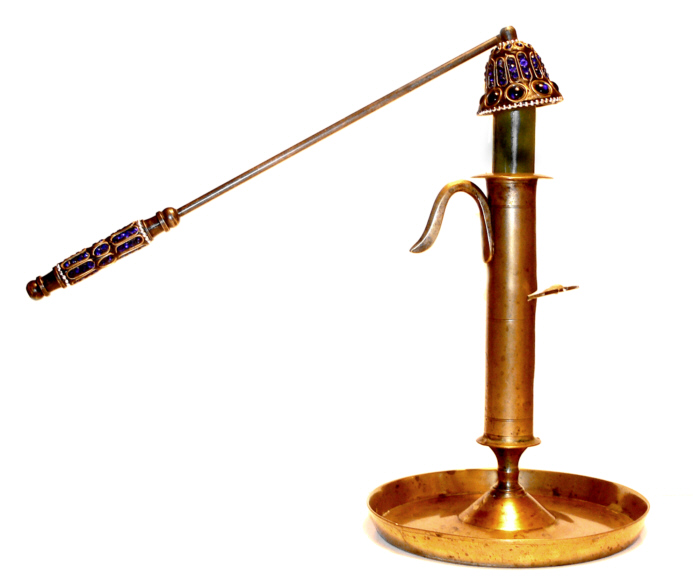
ロウソク消し

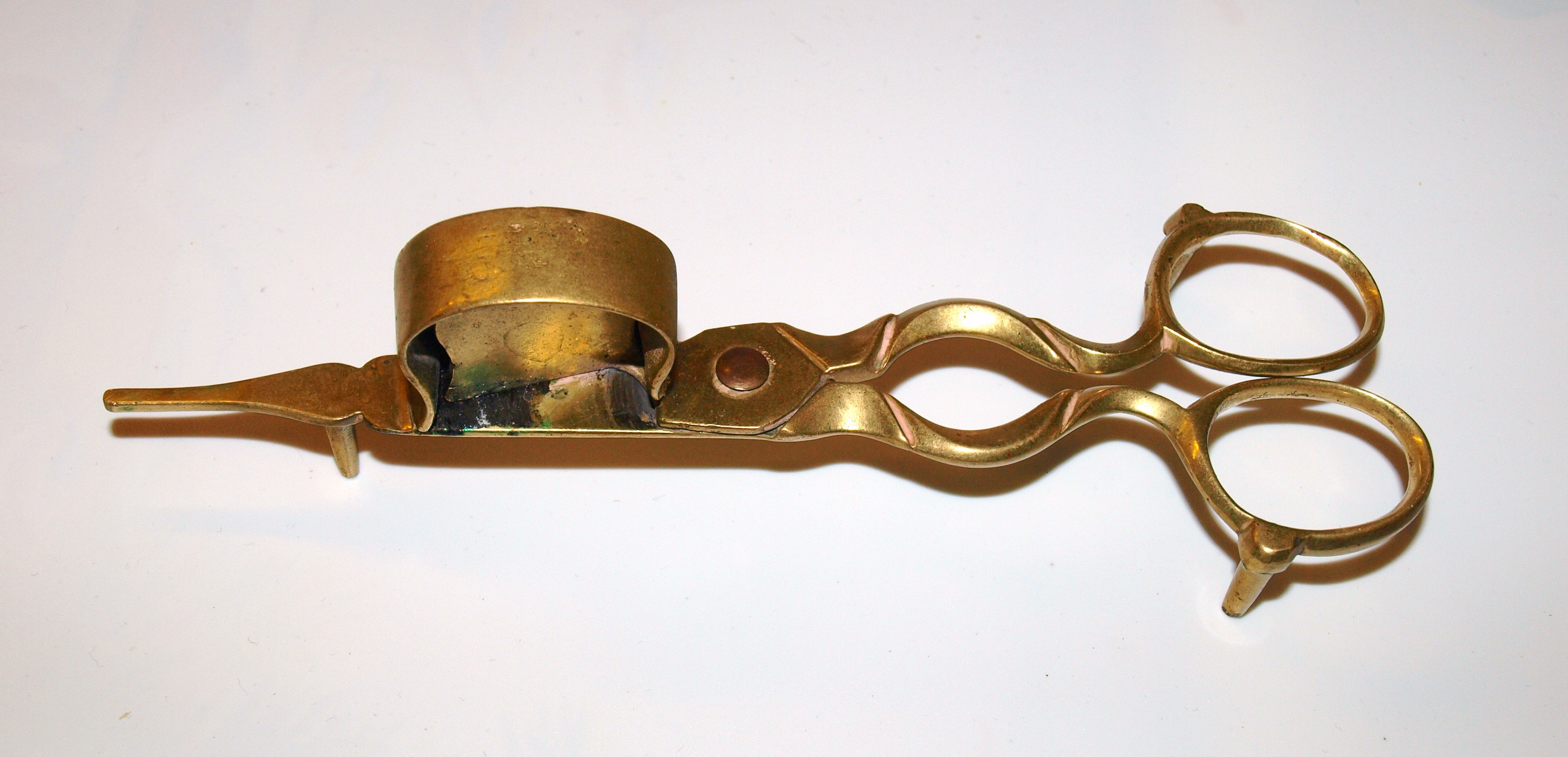
ロウソクの芯を切るロウソク消し

#### 方法
以下に一般的に売られている西洋ろうそくを屋内で使用する場合について述べる。
1. ろうそくを燭台に設置する。
  - ピン方式の燭台では、ピンのサイズに合う穴のろうそくを用意する。
  - 燭台の穴に差し込むタイプでは、穴の大きさに合う太さのろうそくを用意する。
  - 自立式やガラスカップ入りのキャンドルは不燃性受け皿に乗せる。
2. 設置する場所は、風の無い安定した場所を選び、可燃物の近くを避ける。
  - ろうそくが短くなると燭台は高温になるので、特にプラスチック製の家具・家電の上は避け、熱に強い場所に燭台等を置く。
  - ガラス、金属、陶磁器等燃え難い材質の受け皿や防火性シートを敷くことが望ましい。

燃焼途中で消火する場合、吹き消すか、ろうそく消しと呼ばれる専用の器具を使用する。

#### ろうそく消し
ろうそく消しには釣鐘型とはさみ・ピンセット型がある。前者は炎の上からかぶせて酸欠により消火する。後者（金属製切手用ピンセットでも代用可能）は芯を挟んで温度を奪い蝋の気化を止めることで消火するので、蝋の煙による臭気や室内の汚れを低減でき、また、芯に蝋が残り再着火しやすいので、点火・消火を繰り返す場合に向いている。ちなみに仏壇に供えるろうそくでは、息を吹きつける行為は無作法とみなされるため、手で扇いで消したり、ろうそく消しが積極的に使われる。僧侶などでは指でつまんで消す者もいるが、これは熟練を要し火傷の危険もあるため、一般には余り行われない。

### ろうそくの代用品

#### ククイノキ
ろうそくの代用品としてククイノキが用いられたこともある。

#### 電気ろうそく
「電気ろうそく」と称するものもある。家庭でのろうそく使用は火災の原因ともなっており、火災防止の観点から主に仏壇用に売られている。寺院用の大型の燭台に対応したものもある。これはヤブロチコフの電気ろうそく（アーク灯）ではなく、電球やLED照明を用い、交流電源や乾電池を用いた照明器具である。一部では炎の揺らめきを再現したムードランプ用の電気ろうそくも販売されている。

## 用途

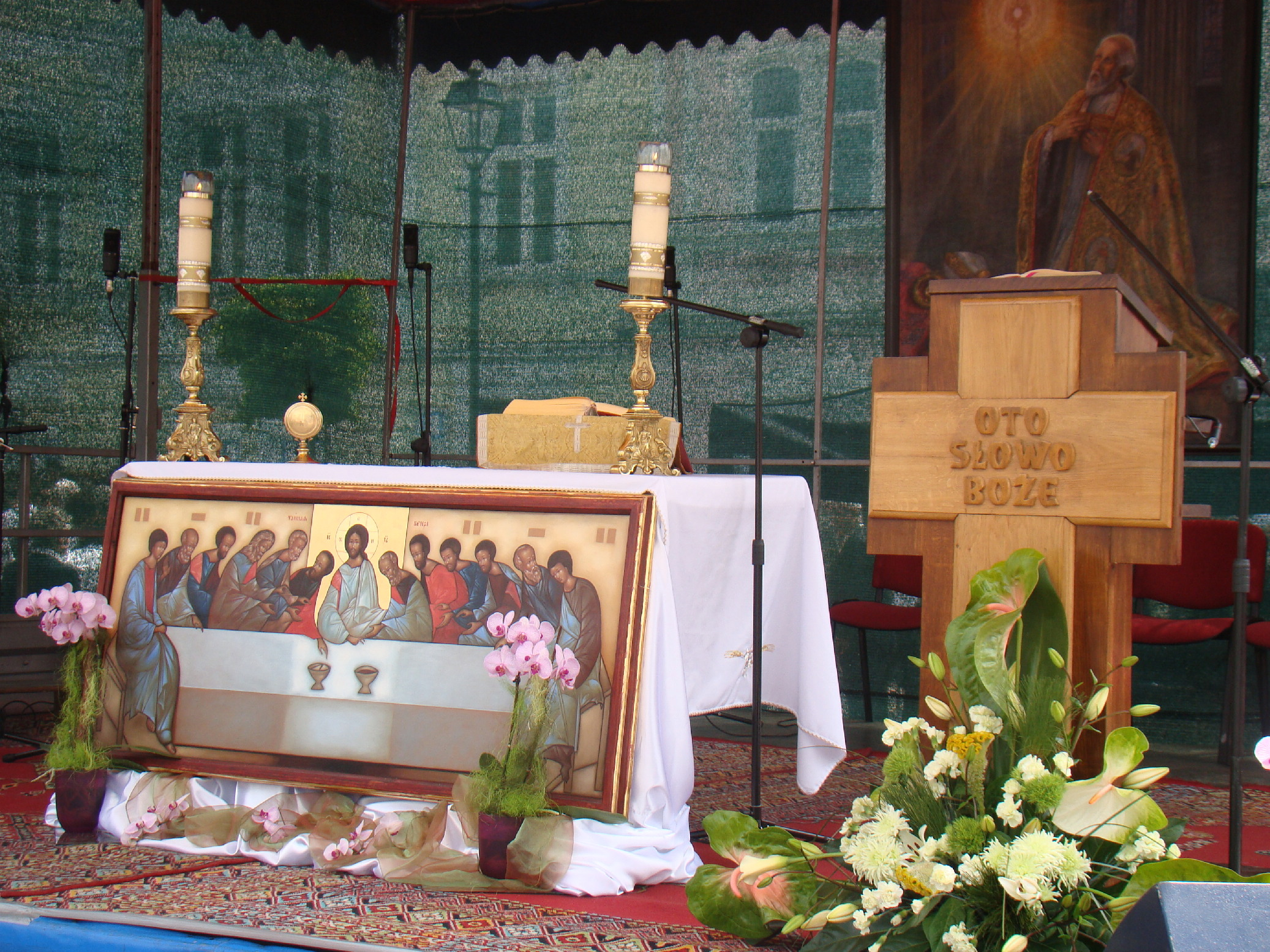
キリスト教の祭壇の上にろうそくを二つ灯している様子

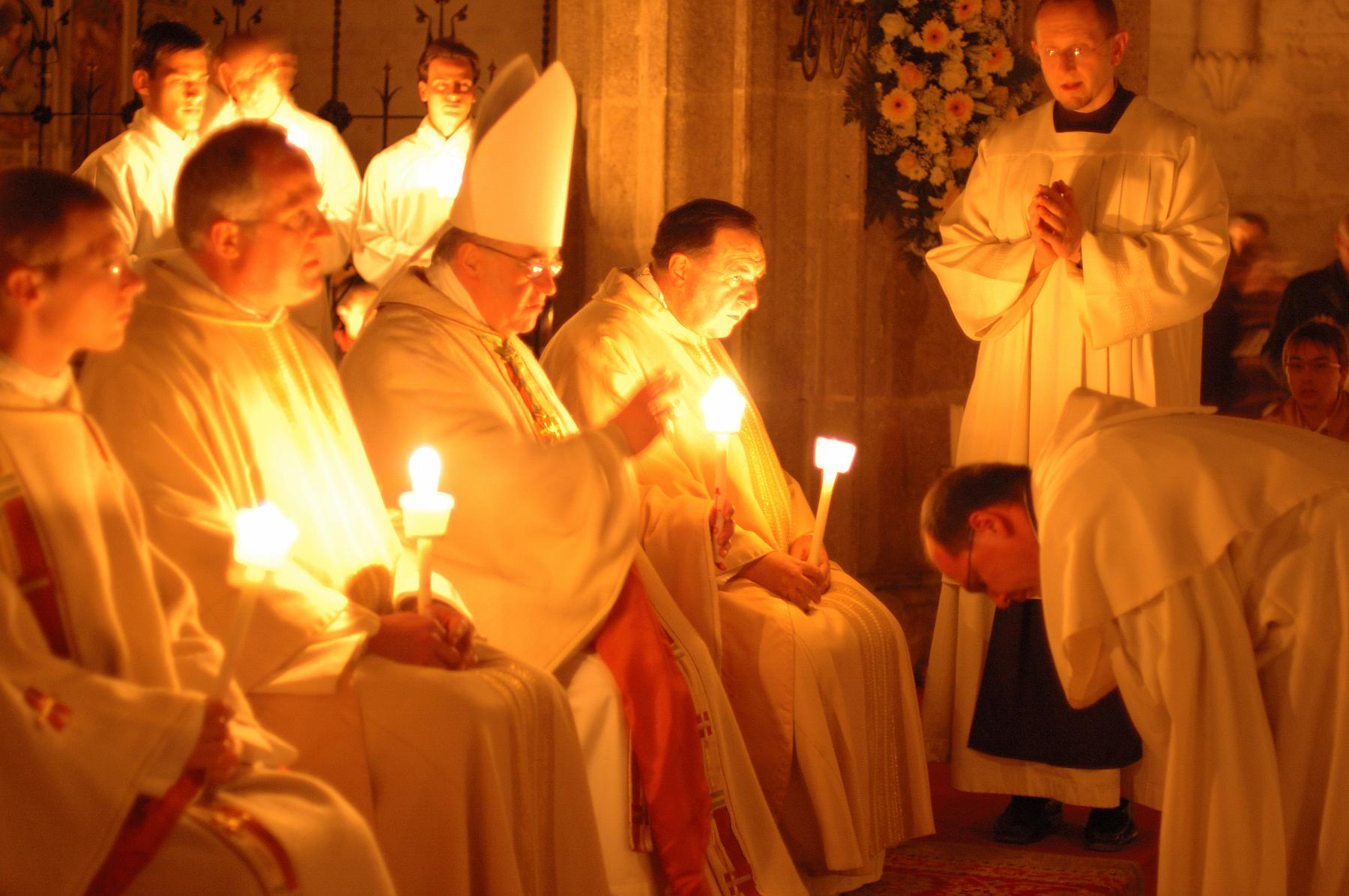
キリスト教の祭儀でろうそくを用いている様子

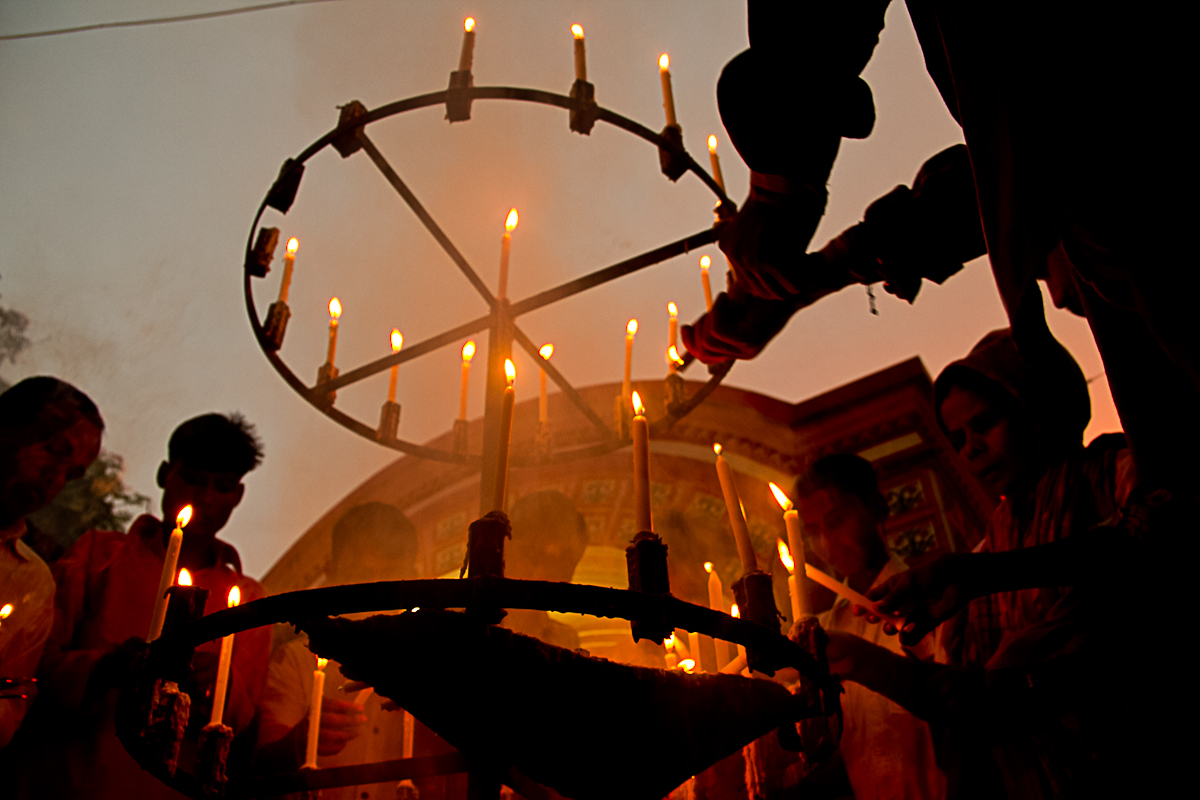
ヒンドゥー教の礼拝でのろうそくの使用

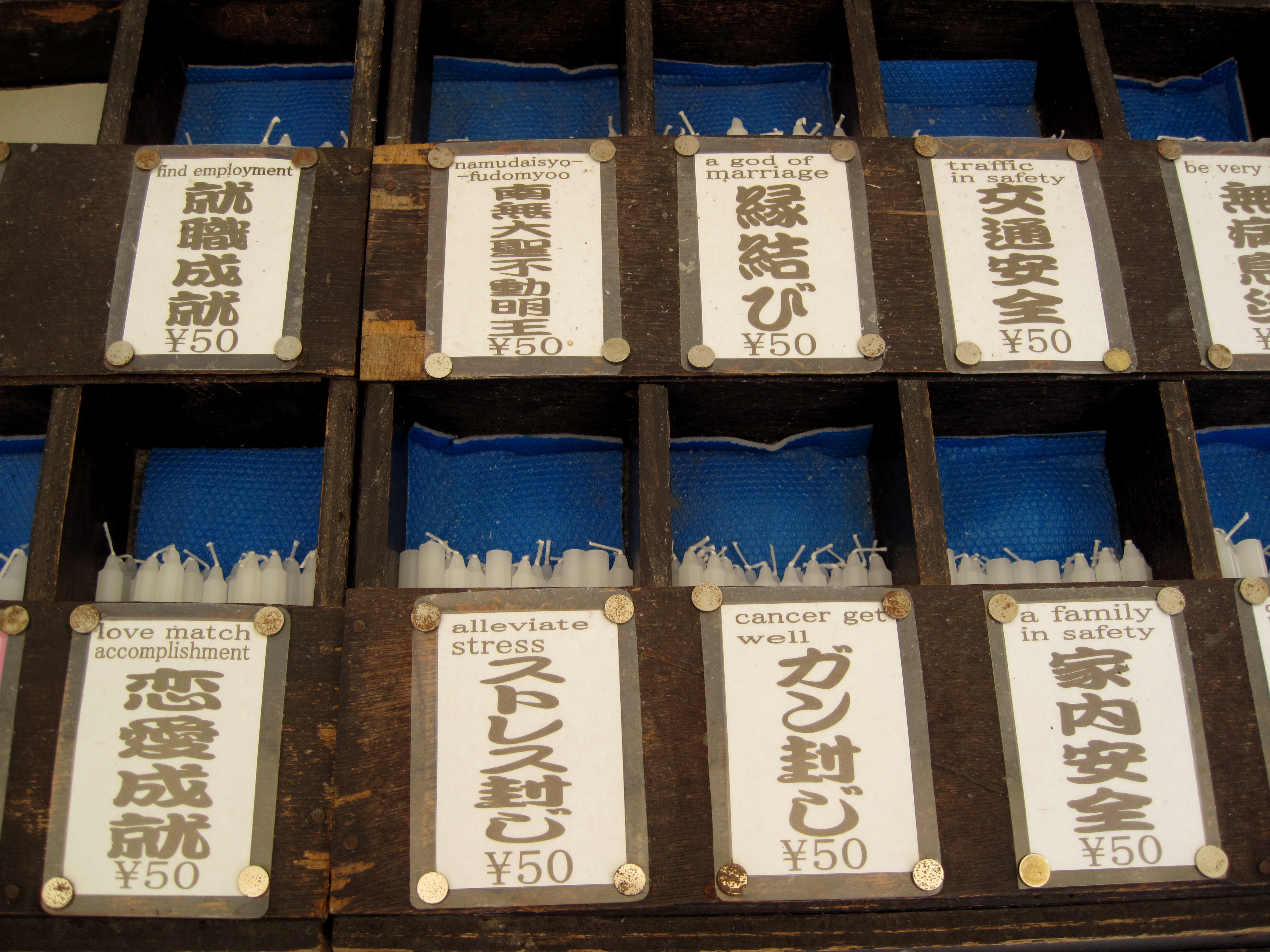
願掛けのろうそく

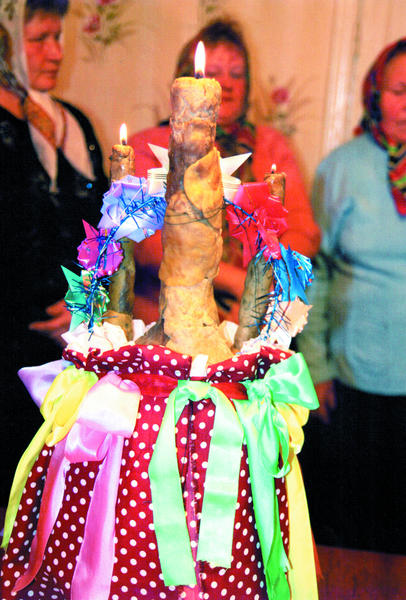
ベラルーシのムスチスラウ地区にある村で伝統的に継ぎ足し、年ごとに家々で持ちまわるベラルーシの文化遺産であるロウソクの風習Варваринская свеча。

ろうそくの用途は照明用、宗教用、装飾用に分けられる。

### 照明用
ろうそくはまず照明として利用されてきた歴史がある。
光度（特定の方向に放たれる光の強さ）の単位であるカンデラ（cd）は、ろうそく1本の明るさを基準として定められた。
光束（光源から360°放射される光の総量）は、ろうそく1本で約12.566lm程度である。
照度（光源によって照らされた面の明るさ）は、ろうそくのような赤みがかった光では2,000K程度である。

### 宗教用
ろうそくは多くの宗教において闇を退ける光を象徴する重要な用具として使われている。
キリスト教
キリスト教ではろうそくは自身を捧げて闇を照らすキリストを象徴するものとされている。聖燭祭（被献日）には一年間教会や家庭で使うろうそくを聖別する伝統があり、聖別されたろうそくを用いて礼拝を献げることから「キャンドルマス(Candlemas)・シャンドルール(Chandeleur）」とも呼ぶ。
仏教
タイの上座仏教では、マーカブーチャ（万仏祭）やヴィサカブーチャ（仏誕祭）の際に在家信者が花、ろうそく、線香などを寺院に持参し、点火したロウソクを持って本堂を3度周回する風習がある。また、ローイ・クラトン（灯篭流し）の際には、バナナの葉や茎で作った灯籠にろうそくや花を載せて川や池に流す。
日本ではろうそくは仏教とともに各地に普及した。
神道
833年（天長10年）淳和天皇の勅により撰集された解説書『令義解』には、「ろうそくは古より、みあかしの料とされている」との記載がある。神社でのろうそくは漆樹、荏桐、烏臼木、女貞木などを原料とし、灯心または糸を心に塗り固めたものを用いることを本義とする。
ヒンドゥー教
ヒンドゥー教の寺院でもろうそくが用いられている。

### 装飾用

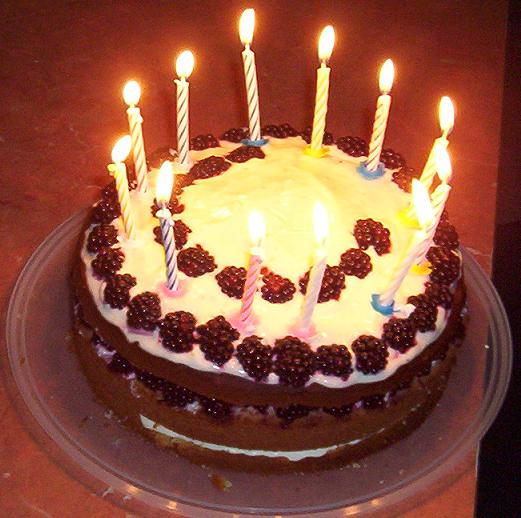
ろうそくを立てたバースデーケーキ

装飾用には食事やパーティーのときに用いるもの、誕生日やクリスマス用に使われるものなど形状や色など多岐にわたる。

### アロマキャンドル
エッセンシャルオイルなどを添加して灯りとともに香りを楽しむものにアロマキャンドルがある。アロマテラピーの香具の一つとして用いられている。
ただし、アロマキャンドルの中には火を使わない状態で用いるアロマワックスバーもある。

### その他の用途

#### 熱源として
火力は著しく弱く、暖房や一般的な調理には不十分である。しかし、戦時中にはろうそくを熱源とした飯盒を用いた炊飯も行われた。
欧米ではティーポットに入ったお茶を温めるための「ティーライトキャンドル」が用いられた。
ポンポン船のように工作、理科実験で熱源として利用されている。合図用の小型熱気球であった天灯も元々はろうそくを熱源・光源に用いた。

#### 計時器具として
線香（線香時計）と同じように、ろうそくの燃焼を利用した時計も存在した。ただし、燃焼速度は個々のろうそくや温度や湿度などの環境状態に左右されるため細かい時間の測定は困難である。

#### 接着剤や潤滑剤、防水用として
ろうそくから溶け落ちた蝋は、封蝋のように接着剤としても使われた。また、敷居にろうそくを擦りつけて襖のすべりをよくするなど、潤滑剤としても使われる。耐水性の低い地図などをアウトドアで用いる場合に、ろうそくで両面をこすってコーティングすることで耐水性を高めることができる。

#### 淫具として
その他に、SMにおいて肉体に溶けたろうそくをたらす責めがあり、ろうそくプレイと呼ばれる。これには和蝋燭のように、融点の低いろうそくが用いられる。

## 危険性
東京消防庁「令和5年版火災の実態」によると、東京消防庁管内での2022年（令和4年）のろうそくが原因での火災は36件で、そのうち17件で負傷者が発生し（出火原因別で第7位）、さらにその内3件で死者が発生している（出火原因別で第5位）。
スウェーデンの統計（FireInsuranceStatistics1991年版）では不注意による火災689件（全体の約15%）のうち341件（全体の約8%）がろうそくによる火災であるとしている。
地震発生後の停電等で灯りをとる場合について、消防研究センターでは揺れで物が散乱している場合があること、余震のおそれがあること、避難や復旧活動の疲れから注意力が不十分になりやすいことなどから、ろうそくなど裸火の使用を極力避けるよう注意喚起している。